# John Haggerty
John Haggerty (Chicago, 17 ottobre 1960) è un musicista statunitense, noto principalmente come chitarrista del gruppo hardcore punk Naked Raygun tra il 1983 e il 1989.
Ha in seguito formato i Pegboy con Joe Haggerty alla batteria, Steve Saylors al basso e Larry Damore dei Bhopal Stiffs alla voce. Fa anche parte del gruppo heavy metal Hair of the Dog, con cui ha pubblicato tre album di studio.

## Discografia

### Con i Naked Raygun
- 1985 - Throb Throb (Homestead Records)
- 1986 - All Rise (Homestead)
- 1988 - Jettison (Caroline Records)
- 1989 - Understand? (Caroline Records)
- 1990 - Raygun... Naked Raygun (Caroline Records)
- 1997 - Last of the Demohicans (Dyslexic Records)

### Con i Pegboy

#### Album di studio
- 1991 - Strong Reaction
- 1994 - Earwig
- 1997 - Cha-Cha DaMore

#### EP
- 1990 - Three Chord Monte
- 1991 - Field of Darkness/Walk on By
- 1993 - Fore
- 1996 - Dangermare (split con Kepone)

### Con gli Hair of the Dog

#### Album di studio
- 1997 - Release the Hounds
- 2003 - Let It Flow
- 2007 - Donegal

## Crediti
- 1987 - Bhopal Stiffs, Bhopal Stiffs - missaggio
- 1988 - Certain Death, K.A.O.S. in Control - produttore